# Oberea pseudopictipes
Oberea pseudopictipes är en skalbaggsart som beskrevs av Stefan von Breuning 1962. Oberea pseudopictipes ingår i släktet Oberea och familjen långhorningar. Inga underarter finns listade i Catalogue of Life.